# Terry McHugh
Terrence McHugh (Clonmel, Irlanda, 22 de agosto de 1963) más conocido como Terry McHugh es un deportista irlandés que compitió en bobsleigh y lanzamiento de jabalina. Formó parte del primer equipo irlandés que participó en bobsleigh en los Juegos Olímpicos de Invierno. También ganó el campeonato irlandés de lanzamiento de jabalina 20 años seguidos, desde 1984 hasta 2004.

## Lanzamiento de jabalina
Finalizó en 10º lugar en el Campeonato Mundial de Atletismo de 1993 que se celebró en la ciudad alemana de Stuttgart con un lanzamiento de 76.22 m. También quedó 7º en el Campeonato Europeo de Atletismo de 1994 celebrado en Helsinki con un lanzamiento de 80.46 m.
Participó en 4 Juegos Olímpicos de Verano: Seúl 1988 (22º), Barcelona 1992 (27º), Atlanta 1996 (29º) y Sídney 2000 (20º).

## Bobsleigh
Formó parte del primer equipo irlandés de bobsleigh que participó en los Juegos Olímpicos de invierno, debutó en los de Albertville 1992 donde finalizó 32º en la prueba de bob a 2 con un tiempo de 4:10.93.
Repitió en los de Nagano 1998 donde además fue el abanderado de Irlanda en la ceremonia de apertura, en esta ocasión finalizó 27.º con un tiempo de 3:44.32 en bob a 2 y 30.º en bob a 4 con un tiempo de 2:47.23.